# Église Saint-Nicolas d'Ostružnica
Pour les articles homonymes, voir Église Saint-Nicolas.
L'église Saint-Nicolas d'Ostružnica (en serbe cyrillique : Црква Св. Николе у Остружници ; en serbe latin : Crkva Sv. Nikole u Ostružnici) est une église orthodoxe située dans la ville d'Ostružnica, en Serbie, dans la municipalité urbaine de Čukarica. Construite entre 1831 et 1833, elle est inscrite sur la liste des biens culturels de la ville de Belgrade.

## Présentation
L'église Saint-Nicolas a été construite entre 1831 et 1833, à l'initiative du prince Miloš Obrenović. Elle est constituée d'une nef unique prolongée d'une abside demi-circulaire ; elle est bâtie en pierres et est caractéristique de toutes les constructions religieuses du règne du prince Miloš.
À l'intérieur se trouvent de nombreux objets de valeur, comme des icônes, des livres religieux et profanes datant des XVIIIe et XIXe siècle, ainsi que des archives.
L'église est située au centre du village, là où s'est tenue la première assemblée du premier soulèvement serbe contre les Ottomans convoquée par Karađorđe (Karageorges). À cette époque, une église en bois du XVIIIe siècle se dressait à la place de l'édifice actuel. Cette église a joué un rôle spécifique dans la vie du village et dans toute la région : la population l'utilisait pour se réunir et pour organiser la libération de la Serbie vis-à-vis des Turcs. Un des chefs les plus populaires de cette lutte fut le prêtre Marko d'Ostružnica.